# 阿列克谢·列莫维奇·霍赫洛夫
阿列克谢·列莫维奇·霍赫洛夫（俄语：Алексей Ремович Хохлов；1954年1月10日—）是一位俄罗斯物理学家、高分子物理学领域专家。他是《高分子化合物》的主编。自2021年3月1日起，他担任莫斯科国立大学基础物理与化学工程学院代理院长。
他被誉为聚合物科学中一个新方向的创始人，该方向涉及到在大分子系统中的线团-球状转变。他提出的关于具有部分柔性的硬链聚合物溶液中液晶有序的理论得到了实验证实，并成为经典理论。